# Даніель Асевес
Даніель Асевес Вільягран (ісп. Daniel Aceves Villagrán; нар. 18 листопада 1964, Мехіко) — мексиканський борець греко-римського стилю, чемпіон світу серед юніорів, срібний призер чемпіонату Центральної Америки, бронзовий призер Панамериканських ігор, срібний призер Центральноамериканських і Карибських ігор, срібний призер Олімпійських ігор. Перший і єдиний олімпійський медаліст в історії Мексики у змаганнях з боротьби.

## Життєпис
Даніель був медалістом Центральної Америки, Панамериканських та Центральноамериканських і Карибських ігор з греко-римської боротьби.
Асевес виграв срібну медаль на Олімпійських іграх у Лос-Анджелесі у 1984 році, поступившись у фіналі представнику Японії Ацудзі Міяхарі.
Чемпіон Мексики 10 років поспіль. За 14 років спортивної кар'єри провів 545 поєдинків.
Він є президентом олімпійських медалістів Мексики та Асоціації мексиканських олімпійців. Керує спортивним фондом Альфредо Харпа Хелу.
В академічній сфері Асевес має ступінь юриста, ступінь магістра з організаційних комунікацій і доктора вищого менеджменту.

### Родина
Його батько — професійний борець, якого називали «Боббі Боналес» і який був чемпіоном світу в напівсередній вазі.
Брат Даніеля Роберто теж борець, чемпіон Центральної Америки. Член збірної Мексики з греко-римської боротьби у ваговій категорії до 62 кг.

## Спортивні результати на міжнародних змаганнях

### Виступи на Олімпіадах
| Змагання                    | Збірна  | Вагова категорія                 | Місце  |
| --------------------------- | ------- | -------------------------------- | ------ |
| Літні Олімпійські ігри 1984 | Мексика | греко-римська боротьба, до 52 кг | Срібло |

### Виступи на Панамериканських іграх
| Змагання                  | Збірна  | Вагова категорія                 | Місце  |
| ------------------------- | ------- | -------------------------------- | ------ |
| Панамериканські ігри 1983 | Мексика | греко-римська боротьба, до 52 кг | Бронза |

### Виступи на Центральноамериканських і Карибських іграх
| Змагання                                     | Збірна  | Вагова категорія                 | Місце  |
| -------------------------------------------- | ------- | -------------------------------- | ------ |
| Центральноамериканські і Карибські ігри 1982 | Мексика | греко-римська боротьба, до 52 кг | Срібло |

### Виступи на Чемпіонатах Центральної Америки
| Змагання                                      | Збірна  | Вагова категорія                 | Місце  |
| --------------------------------------------- | ------- | -------------------------------- | ------ |
| Чемпіонат Центральної Америки з боротьби 1984 | Мексика | греко-римська боротьба, до 57 кг | Срібло |

### Виступи на інших змаганнях
| Змагання                             | Збірна  | Вагова категорія                 | Місце  |
| ------------------------------------ | ------- | -------------------------------- | ------ |
| Суперчемпіонат світу з боротьби 1985 | Мексика | греко-римська боротьба, до 52 кг | Срібло |

### Виступи на змаганнях молодших вікових груп
| Змагання                                      | Збірна  | Вагова категорія                 | Місце  |
| --------------------------------------------- | ------- | -------------------------------- | ------ |
| Чемпіонат світу з боротьби серед юніорів 1980 | Мексика | греко-римська боротьба, до 48 кг | Золото |

## Відзнаки
- Національна спортивна премія 2011
- Золота нагорода Міжнародної федерації боротьби (2011)
- Нефритова премія Республіки Китай (2011)
- Національна спортивна премія 1984 року
- Член Зали слави Мексиканської спортивної конфедерації
- Трофей бійців ольмеків
- Спортсмен 20-го століття Мексики у спортивній боротьбі
- Трофей латинської преси
- Трофей El Heraldo de México
- Володар срібної нагороди Міжнародної федерації боротьби
- Визнання за боротьбу із залежностями та злочинністю від PGR
- Визнання за боротьбу із залежностями від Програми наркоманії Департаменту освіти Сполучених Штатів
- Нагорода «За морські заслуги» першого та другого класу, військово-морський секретар
- Іберо-американська премія за якість державних послуг
- Вітальний лист від Міжнародного комітету чесної гри (2005)
- Трофей Комітету Чесної гри Мексики (2005)
- Нагорода «Маріо Васкес Рана» (2008)